# Timmy (personaje de South Park)
Timmy es un "casi" personaje principal en el grupo de los chicos de South Park (Kyle, Stan, Cartman y Kenny). Es discapacitado y anda en silla de ruedas. Tiene la cabeza grande en relación con su cuerpo y siempre sonríe y mueve sus manos y grita ¡Timmy!
Posee una enfermedad mental de carácter hereditario, una combinación entre parálisis y síndrome de Tourette  (sus padres también poseen la misma enfermedad, pero solo aparecen en el episodio de su debut hasta el momento) por la cual tiene un lenguaje muy limitado pues sólo "habla" diciendo su nombre (Timmy, Timmeh o Timmah!) acompañado de señas, lenguaje que sólo entiende su amigo Jimmy, el otro discapacitado de la escuela. Algunas veces Timmy puede pronunciar el nombre de Jimmy al ser similar.
Timmy se peleó con Jimmy ya que en el episodio "Pelea de Inválidos"  él lo reemplazó como uno de los amigos de Stan, Kyle, Cartman y Kenny. Pero ahora son grandes amigos, aunque hay veces en que se pelean por algunas razones.
En un principio se le mostraba como un simple retrasado mental que no interfería en ningún momento y se limitaba a decir su nombre pero más adelante se mostraría que tiene un coeficiente mental muy alto y es muy inteligente a pesar de su “discapacidad” y su posible falta de diálogo.
También se ha sabido que unos de sus peores enemigos son el Señor Garrison y el Señor Mackey . También es muy ambicioso y tiene un carácter algo fuerte. De hecho se le muestra a Timmy como líder de una banda de Heavy Metal. Reemplazó a Kenny en la canción de introducción durante la sexta temporada, la única en donde no aparece hasta el final debido a su previa muerte "definitiva".
- Datos: Q48073